# Меншань
24°12′11″ пн. ш. 110°31′18″ сх. д. / 24.2031° пн. ш. 110.52155° сх. д.
Меншань (кит. 蒙山县, пін. Mĕngshān Xiàn) — один із повітів КНР у складі префектури Учжоу, Гуансі-Чжуанський автономний район. Адміністративний центр — містечко Меншань.

## Географія
Меншань лежить на півночі префектури у верхів'ях річки Менцзян.

### Клімат
Повіт знаходиться у зоні, котра характеризується вологим субтропічним кліматом. Найтепліший місяць — серпень із середньою температурою 27,7 °C. Найхолодніший місяць — січень, із середньою температурою 10 °С.
| Клімат повіту Меншань   | Клімат повіту Меншань | Клімат повіту Меншань | Клімат повіту Меншань | Клімат повіту Меншань | Клімат повіту Меншань | Клімат повіту Меншань | Клімат повіту Меншань | Клімат повіту Меншань | Клімат повіту Меншань | Клімат повіту Меншань | Клімат повіту Меншань | Клімат повіту Меншань | Клімат повіту Меншань |
| Показник                | Січ.                  | Лют.                  | Бер.                  | Квіт.                 | Трав.                 | Черв.                 | Лип.                  | Серп.                 | Вер.                  | Жовт.                 | Лист.                 | Груд.                 | Рік                   |
| Середній максимум, °C   | 14,3                  | 15,5                  | 18,7                  | 24,3                  | 28,6                  | 30,9                  | 32,6                  | 33                    | 31,1                  | 27,5                  | 22,5                  | 17,6                  | 24,7                  |
| Середня температура, °C | 10                    | 11,7                  | 14,9                  | 20,3                  | 24,1                  | 26,5                  | 27,7                  | 27,7                  | 25,7                  | 21,9                  | 16,8                  | 12                    | 19,9                  |
| Середній мінімум, °C    | 7,1                   | 9,2                   | 12,4                  | 17,5                  | 21,1                  | 23,6                  | 24,5                  | 24,4                  | 22,1                  | 18                    | 12,8                  | 8,2                   | 16,7                  |
| Норма опадів, мм        | 68.9                  | 79.5                  | 110.7                 | 166.6                 | 298.4                 | 341.6                 | 253.3                 | 179                   | 87.4                  | 63.3                  | 56.5                  | 36.3                  | 1741.5                |
| Вологість повітря, %    | 77                    | 80                    | 83                    | 83                    | 82                    | 84                    | 82                    | 80                    | 78                    | 74                    | 74                    | 72                    | 79.1                  |
| ----------------------- | --------------------- | --------------------- | --------------------- | --------------------- | --------------------- | --------------------- | --------------------- | --------------------- | --------------------- | --------------------- | --------------------- | --------------------- | --------------------- |
| Джерело: data.cma.cn    |                       |                       |                       |                       |                       |                       |                       |                       |                       |                       |                       |                       |                       |